# William Wallace Burns McInnes
Pour les articles homonymes, voir William McInnes (homonymie) et McInnes.
William Wallace Burns McInnes (8 avril 1871-4 août 1954) est un homme politique canadien de la Colombie-Britannique et du Yukon. Il est commissaire du Yukon du 1905 au 1906,.
Il est député fédéral libéral de la circonscription britanno-colombienne de Vancouver de 1896 à 1900.
Il est également député provincial libéral de la circonscription britanno-colombienne de North Nanaimo de 1900 à 1903 et d'Alberni de 1903 à 1905.

## Biographie
Né à Dresden (en) en Ontario, McInnes entre à l'Université de Toronto à l'âge de 14 ans en 1889 et devient le plus jeune gradué à ce moment. Après avoir étudié à Osgoode Hall, il est nommé au barreau de la Colombie-Britannique en 1893 et pratique le droit à Nanaimo et à Vancouver.
Durant son mandat comme député provincial, il sert comme secrétaire provincial et ministre de l'Éducation.
En mai 1905, il est nommé commissaire du Yukon. Son passage à ce poste est marqué comme étant réformiste et stable en contraste avec son prédécesseur. Il démissionne en 1906 afin de briguer un siège à la Chambre des communes mais sans succès. Il ne redevient pas député fédéral malgré des tentatives en 1908, 1917 et en 1921.
En 1909, il est nommé juge de la Cour du comté de Vancouver. Il sert à ce poste jusqu'en 1917 et sert également comme magistrat de police pendant 10 ans.
Il meurt à Vancouver en 1954.